# Bar Italia
Bar Italia, estilizado como bar italia (com letras minúsculas), é uma banda britânica de indie rock formada formada em 2019 na cidade de Londres.  A banda é formada pelos membros Nina Cristante (Vocal), Sam Fenton (vocal,Guitarra) e Jezmi Tarik Fehmi (vocal, guitarra). 

## Membros
- Nina Cristante – vocal (2020-presente)
- Sam Fenton – vocal, guitarra (2020-presente)
- Jezmi Tarik Fehmi – vocal, guitarra (2020 – presente)

## Discografia
- Quarrel (World Music, 2020)
- Bedhead (World Music, 2021)
- Tracey Denim (Matador, 2023)
- The Twits (Matador, 2023)